# ديفيد دبليو. إيفانز
ديفيد دبليو. إيفانز (بالإنجليزية: David W. Evans)‏ هو سياسي أمريكي، ولد في 17 أغسطس 1946 في الولايات المتحدة. حزبياً، نشط في الحزب الديمقراطي. انتخب عضو مجلس النواب الأمريكي.